# Brabham BT3
Pour les articles homonymes, voir Brabham.
Chronologie des modèles (1962-1963-1964-1965)
Brabham BT6
La Brabham BT3 est une monoplace construite par Brabham Racing Organisation et engagée en Formule 1 entre 1962 et 1965. C'est la première monoplace construite par Brabham.